# Хабиаримана, Агата
Агата Хабиаримана (фр. Agathe Habyarimana; род. 21 января 1942, Gisenyi Province, Западная провинция, Руанда-Урунди) — вдова бывшего президента Руанды Жювеналя Хабиариманы и бывшая первая леди Руанды с 1973 по 1994 год. Принадлежит к народу хуту, который долгое время правил независимым княжеством до конца XIX века. 2 марта 2010 года была арестована властями Франции после визита президента Николя Саркози в Руанду.

## Биография
Считалась влиятельной политической силой во время 20-летнего правления своего мужа, а её семейные связи с влиятельными политиками хуту часто считаются источником необходимого политического капитала для Жювеналя Хабиариманы. Была центром могущественного альянса северных хуту под названием аказу (на руандийском языке — «маленький дом»), неформальной организации экстремистов хуту, члены которой внесли большой вклад в геноцид в Руанде в 1994 году.
9 апреля 1994 года, сразу после убийства Жювеналя Хабиариманы и Сиприена Нтарьямиры и начала геноцида в Руанде, она была вывезена из Руанды французскими войсками и через 8 дней прибыла в Париж. В ходе этой операции были также вывезены тридцать других членов аказу, в том числе Фердинанд Нахимана, директор «Свободного радио и телевидение тысячи холмов». По прибытии в Париж получила в подарок от французского правительства 230 000 франков из бюджета, выделенного на «неотложную помощь руандийским беженцам». В сентябре 1997 года переехала в Либревиль (Габон), по приглашению президента Омара Бонго, а затем в Гбадолите в Заире. Опасаясь угрозы со стороны «Руандийского патриотического фронта», в конце 1995 года вернулась в Заир, а затем поселилась в Габоне, где ей выдали дипломатический паспорт на вымышленное имя. В ответ на угрозы со стороны «Руандийского патриотического фронта» покинула Либревиль и была незаконно вывезена во Францию, где проживает нелегально.
Агата Хабиаримана — сестра Протаиса Зигираньиразо. Ей было отказано в политическом убежище во Франции 4 января 2007 года, подав заявление ещё в январе 2004 года, но она осталась во Франции. 2 марта 2010 года была арестована, после визита президента Франции Николя Саркози в Руанду, где он признал ошибки, допущенные Францией в отношении геноцида, а также заявил, что будет искать виновных в организации геноцида среди проживающих во Франции. В сентябре 2011 года французский суд отказал Руанде в экстрадиции Агаты Хабиариманы. Однако гражданский иск к ней остался в силе.
В августе 2021 года Парижский апелляционный суд признал «неприемлемым» ходатайство о выдаче Агаты Хабиариманы, подозреваемой в причастности к геноциду, совершенному против тутси в Руанде в 1994 года, по которому с 2008 года во Франции ведётся расследование.